# FitzGerald's
FitzGerald's was de grootste warenhuisketen van Tasmanië. In 1995 werd de keten omgedoopt tot Harris Scarfe, waaronder de winkels nog steeds actief zijn. 

## Geschiedenis
FitzGerald's werd opgericht in maart 1886, toen George Parker FitzGerald - een van de eerste leerlingen van de Hutchins School - een groothandelszaak oprichtte op Collins Street 79 in Hobart (in een pand dat later werd bezet door W. Coogan & Sons). De oorspronkelijke winkel werd in juli 1911 volledig door brand verwoest, en werd binnen acht maanden herbouwd, waarbij de nieuwe winkel op 21 maart 1912 werd geopend. 
FitzGerald's was een warenhuisbedrijf in Tasmanië dat voor het grootste deel in familiebezit was, totdat het in 1981 werd overgenomen door Charles Davis. Het was veruit het grootste warenhuis van Tasmanië, met een grote vlaggenschipwinkel in Hobart met panden aan Collins Street, Murray Street en Elizabeth Street.
FitzGerald's had ook aanzienlijke winkels in Launceston en Burnie (op de plek van een voormalig theater), evenals winkels in de buitenwijken van Hobart (Eastlands en Moonah) en een kleine winkel (600 vierkante meter) in New Norfolk (in een winkel uit 1914). Toen de Venture-warenhuisketen in 1994 ineenstortte, verwierf FitzGerald's de Venture-winkels in Devonport en Ulverstone en kreeg deze een nieuwe naam. In mei 1995 exploiteerde het acht winkels.
Tussen 1993 en 1995 had FitzGerald's een winkel in Forest Hill, in de buitenwijken van Melbourne. Later werd dit een Harris Scarfe-winkel, daarna Myer.Uiteindelijk veranderde dit weer terug in een Harris Scarfe-winkel.
In 1995, na een jaarlijks verlies van meer dan $ 2 miljoen, werd de keten FitzGerald's samengevoegd met de warenhuisketen Harris Scarfe van Charles Davis. Alle winkels kwamen onder het management van Harris Scarfe en kregen de naam 'Harris Scarfe'. Hoewel de winkels nog steeds onder de naam Harris Scarfe opereren, zijn er een aantal gesloten: New Norfolk in 2000, Eastlands in 2002 en Burnie in 2008. De winkel in Launceston is aanzienlijk kleiner geworden; de winkel is bijna gehalveerd in oppervlakte vanwege de verkoop van het Mikenlay's-gebouw, een voormalig warenhuis ernaast. In 2017 sloot de winkel in Hobart tijdelijk zijn deuren voor een grote renovatie en werd in 2018 heropend, maar sloot kort daarna, in 2020, opnieuw vanwege financiële problemen.